# Zsidók Sopronban

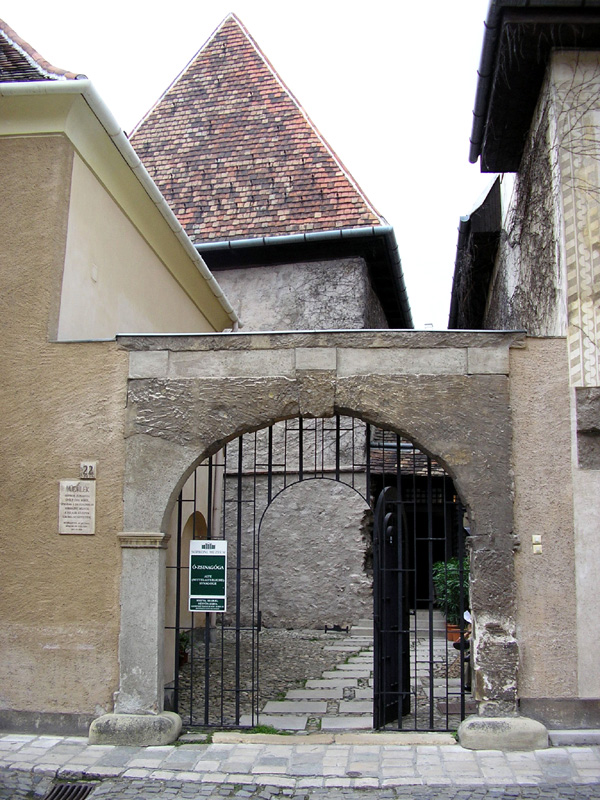
Kora gótikus zsinagóga Sopronban, a mai Új utcában

Nem tudjuk, mikor települtek le az első zsidók Sopron környékén – annyi bizonyos, hogy az Árpád-korban már szervesen beilleszkedtek a város életébe.

## 1526 előtt

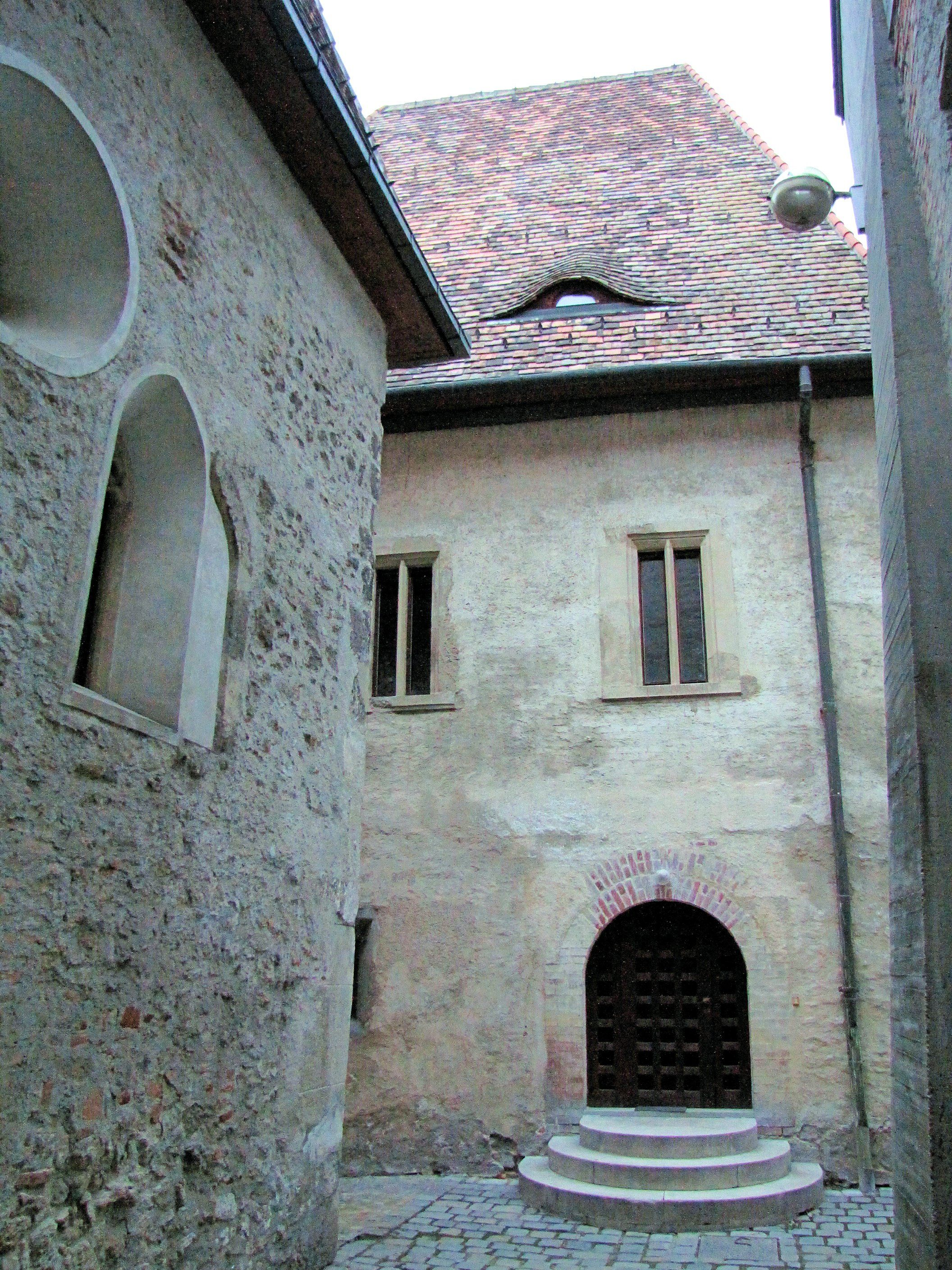
Az egykori privát zsinagóga egy Új utcai ház udvarában; szemben középkori lakótorony

Az első írott emlékek a 13. századból maradtak fenn: az idő tájt 10–16 család élt a Zsidó utcában. Nem vásárolhattak maguknak házat a város más utcáiban, itt azonban a keresztényekkel elegyest laktak. Főleg kereskedelemmel és pénzügyekkel foglalkoztak, és bár komolyabb vagyonra egyikük sem tett szert, 1300 körül mégis felépítették Közép-Európában szinte egyedülálló, kora gótikus zsinagógájukat.
Az első, konkrétan említett zsidó egy bizonyos Teha (vagy Teka) várispán vagy gróf (comes) volt. Ő a Sopron melletti Röjtökőr (Rwtwkewr) ura volt 1228-ig, és II. András király alatt nagy szerepet játszott a környéken – talán nem véletlen, hogy a 13. században a mai megyehatár tájékán állt egy „Sydány” nevű falu.
Bár a soproni zsidók váltig erősítették, hogy őseik már a 10. században itt laktak és privilégiumaikat a 11. században kapták, erre nincs döntő bizonyíték. 1526-ban, amikor a várossal élet-halál harcot vívtak, mert ragaszkodtak városukhoz és a jogaikhoz, így panaszkodtak: „Pedig őseink majdnem 600 esztendeje már, hogy itt éltek nyugalomban anélkül, hogy bárki is zavarta volna őket. Sőt a sírfeliratokból is kitűnik, hogy 600 évvel ezelőtt a temető őseinké volt”.
I. Károly 1324. január 25-én kiadott rendeletében megerősítette Sopron privilégiumait, és új telepeseket hívott a városba:
„Minthogy mi Sopron városunkat különös kegyelemmel és kedvezéssel akarjuk kitüntetni, hírül adjuk a lakosoknak, hogy minden szabadállású embert, úgy keresztényt mint zsidót biztosítunk, hogy a mi különös oltalmunk alatt szabadon jöhet a mi városunkba Sopronba, hogy ott időzzön és biztonságban lakjék. És ígérjük, hogy őket különös kedvezéssel és királyi kegyelemmel mindig támogatni fogjuk.”
Ez a királyi levél elég szűkszavú ugyan de mégis fontos tényt közöl: amíg Ausztriában és Németországban a zsidók kamarai szolgaságban éltek, addig e levél szabad állásúaknak – libere conditionis – nevezi őket.
Egy 1354-ben kelt oklevél már letelepedett, zálogkölcsönzéssel foglalkozó zsidókat említ a városban. Egy Israel nevű zsidónak több háza is volt Sopronban. Ugyanebben az évben a (katolikus) papjukkal elégedetlen soproni polgárok panaszos iratukban egyebek között azzal is megvádolták papjukat, hogy egyházi felszereléseket és kegytárgyakat zálogosított el zsidó kereskedőknél.
Nagy Lajos uralkodásával a soproni zsidók helyzete jelentősen romlott. Az uralkodó különféle módokon korlátozni kívánta azokat, akik nem akartak keresztény hitre áttérni. Fessler Ignác szerint „a királynak egy hibája volt, az ő türelmetlen hitbuzgósága, ami azon kor általános gondolkodási módjában leli mentségét”. Miután a király a zsidókat megrendszabályozni vagy megtéríteni nem tudta, kiűzte őket az országból. A soproni zsidók kivándoroltak, és letelepedtek IV. Rudolf osztrák főherceg birtokán a szomszédos Német-Újhelyben. Nagy Lajos, miután belátta, hogy a gazdasági élet szempontjából nélkülözhetetlenek, visszahívta őket.
1365-ben, a zsidók kiűzése után a soproniak kieszközölték Rudolf (fő)hercegnél, hogy a nála letelepedett zsidók csak akkor érvényesíthessék adósleveleiket, ha külön elismerő nyilatkozatot hoznak Nagy Lajos királytól. Emellett szabadalomlevél védte meg őket attól, hogy a zsidók őket adósságaik miatt Ausztriában perbe foghassák. Ezekkel a teljesíthetetlen feltételekkel gyakorlatilag megszabadultak adósságaiktól.
1368-ban Nagy Lajos visszavonta a kirekesztő rendeletet, a zsidók újra beköltözhettek a városba. Tanultak az esetből, és elkezdtek biztosítékot kérni. Így 1375-ben, amikor Emerlein és Jona mester német-újhelyi zsidók 1000 bécsi font fillért adtak kölcsön Sopron városának, az adóslevélben kikötötték, hogy az összeget 8 évre adják, „kivéve ha az elfogatás szüksége rávinné és kényszerítené őket vagy, ha a hatalmaknál, urunknál való kegyvesztettség forogna fönn, vagy pedig az országból elbocsátaná, vagy börtönbe vetetné őket, akkor Sopron városa egy évi felmondás után köteles az összeget visszafizetni”.
Egy 1379-ben kiállított telekkönyv felsorolja a város összes házát és azok tulajdonosait. A város ekkor két részből állt:
- belváros (indre stat) és
- külváros (vor der stat).

Mindegyik városrész tíz házsort foglalt magában, tehát húsz szerből állt. A zsidók főképp a belvárosban laktak: itt találjuk a Tröstell, Afrell, Smerl, Jöndel, Vinkel, David, Vinckhel, Zörell, Euerl, Offendl, Smoyel zsidók házait és a Tuckhaust - a fürdőházukat. Ebből az okmányból kitűnik, hogy 1379-ben még nem volt külön zsidó utca. A Zsidó utca (Judengasse) utcanevet azonban már 1320-ban bizonyítottan használták a mai Új utca neveként; az 1379-es összeírás idején ebben az utcában tíz ház (és a zsinagóga) volt zsidók tulajdonában.
1405 nyarán Zsigmond háborúra készült Bosznia és Dalmácia ellen, ezért a város 3000 aranyforint és 500 kamarai forint adót vetett ki a zsidókra. Összehasonlításképpen: Eperjesre összesen 500 aranyforint adót vetettek ki.
1431-ben Zsigmond külön királyi szabadalomlevelet adott ki. A régi szabadságokra (antiquis libertatibus) hivatkozva Gara Miklós nádor felszólította Sopron városát, hogy a közöttük lakó zsidókat régi szabadságaikban, úgyszintén azokban is amiket Zsigmond nekik adományozott, csonkítatlanul és háborítatlanul őrizzék meg.
1440-ben Luxemburgi Erzsébet elrendelte, hogy az összes zsidót űzzék ki házaikból, és négy házba zsúfolják őket össze. Ezt tartják az első soproni zsidó gettónak. Ekkor mintegy 400 zsidó élt a városban. Ugyanekkor a Zsidó utcát Új utcává keresztelték át – tehát ekkor már volt ilyen utca; ezt máig Új utcának hívják.
1441. február 25-én Luxemburgi Erzsébet özvegy királyné Sopront és környékét nyolcezer aranyért elzálogosította III. Frigyes német-római császárnak. A várost birtokba vevő Frigyes a soproniakhoz írt levelében meghagyta, hogy ne háborgassák a zsidó vagyont, ami 16 házból és egy zsinagógából állt.
1463. július 19-én Hunyadi Mátyás megegyezett Frigyessel, hogy 80 ezer forintért visszaadja a koronát és az elzálogosított területeket.
1452-ben Frigyes meghagyta Sopron városának, hogy tűzzön ki tárgyalást Mayrlein és Muslein zsidók, valamint Satler István soproni polgár között, és igyekezzen a feleket békésen kiegyenlíteni. Ha azonban a két zsidó hitelező és Satler adós nem jut egyezségre a főösszegről és kamatról, ezt haladéktalanul jelentsék neki, hogy az ügyet ő maga méltányosan elintézhesse.
1460 július 25-én Frigyes az alábbi levelet intézte Sopron városához:
„Azt halljuk, hogy a mi zsidóink Sopronban különféle módon zaklattatnak. Komolyan ajánljuk, hogy ezentul az ilyen zaklatásoktól megkíméltessenek és úgy tartassanak, amint régóta szokásban van. Ti magatok se zaklassátok őket, nehogy ezáltal Sopronból elűzessenek, hanem inkább a mi fennhatóságunk alatt maradjanak”.
Mátyás király uralkodása alatt Magyarországon nem bántották a zsidókat; Mátyás privilégiumaikat is megerősítette.
1490 közepén – Mátyás halála után – Sopron városa az összes soproni zsidót börtönbe vetette.
1497-ben a német-újhelyi (Bécsújhely) zsidókat elűzték lakóhelyükről, és ők Sopronban nyertek menedéket. Érdekesség, hogy a 136 évvel azelőtt Sopronból kiűzött zsidókat Német-Újhelyen fogadták be. Szapolyai János elrendelte, hogy Sopronnak legalább három hónapra be kell fogadnia a menekülőket.
1518-ban II. Lajos megkétszerezte a zsidókra kirótt adókat. Ezeket Mendel Jakab zsidó prefektusnak kellett beszednie.
1521-ben a soproni polgárok a zsidókra támadnak. A pogrom talán azok miatt a pénzügyi követelések miatt kezdődött, amelyeket II. Lajos is megemlít 1521. május 25-i rendeletében: „…szokásaik mellett tartsátok meg őket és minden adósaik részéről származó ügyekben tartoztok nekik igazságot tenni”.
1522-ben a soproni polgárok – köztük maga a polgármester is – levelet írtak a királynak panaszaikkal: „Az egész város módfelett megterheltetik a héberek sokasága által, akik az igaz hitnek ellenségei és napról napra mindjobban elhatalmasodnak, úgy hogy az öregeket és fiatalokat összeszámítva 400-on fölül vannak, akik a városnak legjobb és legkellemesebb részeit lakják, anélkül, hogy annak romjait megtataroznák. Utálatos uzsoráikkal pedig a nyomoruságos keresztényeknek nehéz munka árán szerzett savát, vérét kiszívják és őket, hacsak ellent nem állnak bűntényekre csábítják. Ezen okból kegyelmeskedjék Felséged a kérelmezőket és a nyomoruságos soproni népet ilyen gyilkosságtól és örökös dögvésztől aminőt a felette hitetlen zsidók okoznak, méltó és igen nemes orvoslás által megszabadítani. Kegyeskedjék a zsidókat messze a városból kiűzni, amiért felséged halhatatlan dicsfényben fogja elnyerni az égi diadalt.” (Az eredeti szöveg az 1. mellékletben)
1523-ban Sopron városa helyi törvényben elrendelte, hogy a zsidók megkülönböztetésük jegyeként úgynevezett zsidó ruházatot viseljenek. Egyúttal megtiltották nekik, hogy vasárnap, valamint a tizenkét apostol és Mária ünnepén kereskedjenek.
1526-ban a város lakossága megvádolta a zsidókat azzal, hogy együttműködnek a törökökkel, és erre hivatkozva ismét kiűzték őket Sopronból.

## 1921-től 1945-ig

### A deportálás
1944. március 19-én Sopront megszállták a német csapatok. Egy-két napig a városban semmi jele nem volt annak, hogy mi készül a soproni zsidóság ellen. 1944 áprilisában a baloldalinak minősített soproni zsidókat elfogták, és Budapestre, a Mosonyi utcai rendőrség épületébe szállították. Köztük volt Raab Márton és dr. Fischmann Bernát soproni ügyvéd is.
Április végéig a zsidóknak el kellett bocsátaniuk keresztény háztartási alkalmazottaikat. Ezen felül elvették földbirtokaikat, üzleteiket
1944 májusában összeírólistát (Jaross-listát) állítottak össze a soproni zsidókról. Ezen a listán 1803 zsidó, 54 kikeresztelkedett és 13 kivételezett szerepelt: ez volt a gettósítás alapja.
Sopronban is kinevezték a Zsidó Tanács (Altesten Rat der Juden in Sopron) tagjait.
Elnöke: Rosenheim Zsigmond
Tagjai:
- Goldschmied Sándor,
- Krámmer Viktor,
- dr. Krausz Béla,
- dr. Lederer Manó,
- Rosenberg József,
- Steiner Emil,
- dr. Hacker Béla (a kikeresztelkedettek képviselője)

Tanácsadók:
- Goldschmiedt Szigfried (az ortodox hitközség elnöke),
- Krausz Mihály (a neológ hitközség elnöke)

Titkár: Paschkusz Salamon
Május közepén a német Orstkommando utasítására Sopronban is kijelölték a zsidók összeköltöztetésére szolgáló utcákat és házakat: a főbb utcákat zsidómentessé kellett tenni. A Papréten a 4. sz. háztól a tornacsarnokig kerítést húztak, onnan az Ikva patak volt a gettó határa a községi házakig. Kijelölték az Új utcát is, aminek két bejáratát sárga lánccal zárták el. További gettókat alakítottak ki:
- a Jakobi-féle gyárépületben,
- a Tanítóképzőben,
- az Ezüst utcában,
- az Újteleki utcában és
- a Rákóczi utcában.

Az orvosokat egy ideig meghagyták lakásukban, de a főispán rendeletére utóbb nekik is gettóba kellett költözniük.
Többen, így:
- Kohn Árminné,
- dr.Schiller Jenő gyermekorvos,
- dr. Molnár Vilmos orvos

öngyilkossággal kerülték el a gettósítást.
A gettók lakásait este 9 és reggel 7 között nem hagyhatták el, és csak 10–12 óra között vásárolhattak, a nekik kijelölt üzletekben.
Június 13-14-én a még be nem vonultakat a papréti hitközségi házban besorozták munkaszolgálatra; őket rögtön elvitték a városból. Júniusban a megyei gettókból (Csorna, Kapuvár, Beled stb.) áthozták a zsidókat Sopronba a líceum menzaépületébe.
Június 29-én hajnali 5 órakor a csendőrkülönítmények felzörgették a gettók lakóit, sorba állították, majd áthajtották őket a Jakobi-féle gyárépületbe.
Július 5-én kiterelték őket a Déli pályaudvarra, ahol már vonat várta őket. A soproniakon kívül bevagonírozták a Csornáról, Beledről, Kapuvárról behozott zsidókat is, összesen mintegy 3000 embert.
Mindössze hat család szökéséről tudunk:
- Bohenszky,
- Gellis Gyuláné,
- Rotter Ernő,
- dr. Balassa István,
- Wolf Zoltán,
- Kopstein Béla és családjaik.

Július 8-án, szombat reggel érkezett a vonat Auschwitzba.
Sopronból 1857 személyt szállítottak el: 
- - 1803 zsidót és
  - 54 kikeresztelkedettet.
- Közülük deportáltak vagy gettóztak 1521-et:
  - 1477 zsidót,
  - 44 kikeresztelkedettet.
- Munkaszolgálatra vittek:
- 286 zsidót,
- 10 kikeresztelkedettet.
- Internáltak:
- 40 zsidót

Összesen elpusztult 1532 fő:
- 1495 zsidó,
- 17 kikeresztelkedett.

Visszatértek 325-en:
- 308 zsidó,
- 37 kikeresztelkedett

A fenti adatokból hiányoznak azok, akiket 1945 első felében gettóztak be az új Tanítóintézet földszintjén; őket nem deportálták.
1944-ben Sopron környékén több munkatábort is létesítettek:
- Balfon,
- Ágfalván,
- Bánfalván,
- Hidegségben,
- Nagycenken,
- Kópházán.

Magyarországról 1944. május 3-a és július 10-e között 147 vasúti szerelvényen 437  402 zsidót deportáltak, köztük 3385 sopronit és Sopron megyeit, felnőtt embert és gyermeket. Csak a munkára kiválogatott életerős férfiak és nők kerülték el Auschwitzban az azonnali likvidálást, mert szükség volt a munkaerejükre. A holt betű nehezen tudja érzékeltetni a soproni zsidóság szenvedését, ami Magyarország német megszállásának napjától, 1944. március 19-től rájuk szakadt.
A zsidóknak április 5-től a bal mellük felett a ruhájukra varrt, hatágú sárga csillagot kellett viselniük, amit egyúttal megszégyenítésnek[forrás?] is szántak. Április 7-én Székesfehérvárról egy SS-őrnagy érkezett Sopronba; ő a katonai parancsnokság és a polgári hatóság tudta nélkül feloszlatta a zsidó hitközséget, és megalakíttatta a „vének tanácsát”. Ennek a szervnek közvetítő szerepe volt a hatóságok és a zsidó lakosság között, főképpen a gettók felállítása után.
A gettók létesítését az április 26-án megjelent miniszteri rendelet rendelte el. A zsidókat gettó céljára kijelölt épületekbe költöztették. Elsőként a Jakobi-féle gyárban helyeztek el 250 embert, május 20-ig. Június 5-én fejezték be a zsidók összegyűjtését az Új utcában és a Papréten. Átmenetileg gettóként szolgált a Várkerület két épülete is: a Füredi- és a Lederer-ház, valamint az Ötvös utcában az egyik jelentősebb épület. A Jakobi-gyári gettó lakásviszonyai a Soproni Hírlap cikkírója szerint: „a zsidók tizenötöd-huszad magukkal kerültek egy szobába, az eddigi nagy lakások helyett, rangra, korra való tekintet nélkül.” Az épület néhány hét alatt borzalmassá vált. A zsidók csak a legszükségesebbet vihették magukkal, tisztálkodásra pedig alig volt lehetőségük. A Papréten a gettó lakóit a külvilágtól három méter magas palánkkerítéssel zárták el, az Új utcait lánccal.
A gettók lakói a piacokon és az üzletekben délelőtt 10 óra után, később csak 10–12 óra között vásárolhattak, de a piacon az élelmiszerek hiánya miatt a legszükségesebbeket is alig tudták beszerezni.
A gettókba kényszerített zsidók elhagyott lakását azonnal lepecsételték, ingóságaikat leltározták és értékesítették.
A fentebb említett zsidó „vének tanácsát” megalakító SS-hadnagy önkényes eljárását a polgármester április 8-án jelentette a belügyminiszternek. Baky László belügyi államtitkár április 9-én választáviratában arra utasította a polgári hatóságot, hogy mindent kövessen el a békés együttműködés érdekében. Utasította a polgármestert arra is, hogy a tisztviselőkkel elismervény ellenében vetesse át a zsidóktól a rádiókat, fényképezőgépeket és a fegyvereket. Végül, ha a Gestapo túszokat szedne, úgy ebben a ténykedésében a közigazgatási hatóság ne vegyen részt. A Gestapo túszokat ugyan nem szedett, viszont betelepedett a Képezde (ma Csatkai Endre) utcába, a Zsidó Aggok Házába és annak pincéiben kínzókamrákat létesített. Itt hallgatta ki és vallatta a letartóztatott, vagyonos zsidó polgárokat, hogy megkaparinthassa elrejtett értékeiket. Letartóztatta dr. Schwarz Sándor ügyvédet, dr. Steiner vegyészmérnököt, Nussbaum GYSEV-főintézőt, dr. Weiler Béla ügyvédet, aki a harmincas években az Izraelita Hitközség elnöke volt, a keresztény Hartmann Jenőt, a GYSEV üzletigazgatóját stb. A Gestapo több vagyonos polgárt Budapestre, a Mosonyi utcai dologházba, majd Auschwitzba küldött.
Erdős Aladár újságírót, a Soproni Magyar Szövetségben vezető szerepet vitt Hőgyészy Pál főispánt, Kardos Árpád árvaszéki ülnököt és Horváth Miklós közírót Németország-ellenes tevékenységről faggatták.
A szörnyűségek együttérzést váltották ki a lakosság jelentősebb részéből. Sopron lakosságára se a 19., se a 20. században nem volt jellemző a faji, vallási gyűlölködés – ezért is szavaztak az 1921-es népszavazáson mindkét hitközség tagjai Sopron Magyarországon maradására.
Az 1929. évi törvényhatósági választáson az Egységes Városi Párt és egyúttal az Ébredő Magyarok Egyesülete helyi szervezetének elnöke, dr. Pinezich István nyolc izraelita vallású polgárt jelölt képviselőnek. Így egy pártba került dr. Pinezich István és Weiler Béla, az ortodox hitközség elnöke. A zsidó és az ébredő front megalakult, és mindvégig gyűlöletmentes maradt. A zsidó képviselőknek 1939 után az úgynevezett zsidótörvények miatt le kellett mondaniuk mandátumukról. A város polgármestere, dr. Kamenszky Árpád „kibújt minden olyan zsidóellenes intézkedés alól, amelyre nem volt egyenesen kötelezve.” „A gettóból a munkaszolgálatra kiemelt férfiak menetét sok síró keresztény kísérte.” A városi hatóság engedélyezte, hogy a gettóba zárt zsidókat foglalkoztassák a Zwirschitz- (Nyugati-)majorban is, amihez hasonló eset az ország keleti részén nem fordult elő. Eközben a szélsőjobboldaliak gyakran durván viselkedtek.
1944. április 7-én az országra kiterjedő, bizalmas rendelet készült a zsidók gyűjtőtáborokba szállításáról, ezután összeállították a névjegyzékeket és kidolgozták a deportálás tervét. Az utóbbit némelyek Endre Lászlónak tulajdonították. A deportálás tervét 1944. június 22-én Siófokon ismertették, és azt valamelyik soproni főtisztviselő (a polgármester vagy a titkár) jegyezte le.
A terv és annak végrehajtása:
„A zsidóknak táborokba való szállítása 1944. évi június hó 29-én reggel 5 órakor kezdődik. A táborba való szállítás befejezése és a zsidóknak az országból való kiszállításának időpontja egyelőre még bizonytalan.
A zsidóságot Kassán és Szlovákián át szállítják németországi munkahelyükre. A belügyminisztérium kiküldöttje külön is felhívta a jelenlevők figyelmét arra, hogy durvaságot és bántalmazást mellőzni kell, a rendelkezés ellen vétőket a minisztérium felelősségre fogja vonni.
Minden sárga csillagot viselő zsidó nemre, korra és egészségi állapotra való tekintet nélkül táborba szállítandó. A kivételezettek közül nem kell táborba szállítani azokat, akiknek kivételezését a belügyminisztérium megerősítette, ezek az egyéb kivételezett zsidók táborba szállítandók. A táborba szállítás időpontjáig a belügyminisztérium az illetékes hatóságokkal közölni fogja azoknak a zsidóknak a névsorát, akiknek a kivételezés megerősítést nyert. Akinek kivételezése iránti eljárása folyamatban van, de a táborba szállításig elintézést nem nyert, illetve az erről szóló értesítést az illetékes hatóság a táborba szállításig nem kapta meg, tekintet nélkül a folyamatban levő eljárásra, táborba szállítandó.
Ugyancsak táborba szállítandók a zsidó munkaszolgálatosok is, amennyiben nem teljesítenek zárt katonai alakulatoknál munkaszolgálatot. Ezen intézkedés vonatkozik a munkatáborokból szabadságolt és állománytestükhöz vissza nem tért, tehát szabadságukat itthon töltő zsidó munkaszolgálatosokra is.
Nem szállítandók táborba nőtlen orvosok, nőtlen állatorvosok, nőtlen gyógyszerészek és nőtlen okleveles mérnökök. Ezek későbbi időpontban a szombathelyi hadtest központi gyűjtőtáborába lesznek szállítva. Nem szállítandók táborba külföldi honos zsidók közül: az angol, amerikai, román, bolgár, tót, svájci, finn, svéd, spanyol, portugál, török állampolgárságú zsidók. Ezeket a területileg illetékes rendőrség fogdáiba kell beutalni.
Táborba szállítás előtt a zsidóktól el kell venni a náluk levő összes értéket és hadi anyagot. Értéknek tekintendők az alábbiak: arany, ezüst és nemes fémtárgyak, zsidó kegyszerek, drágaságok, ékszer, érték-papírok, zárolt takarékbetéti könyvek, fényképezőgépek, gramofonok és lemezek, írógépek és számológépek.
Hadianyagnak tekintendő minden nemű kincstári felszerelés, egyenruhák, fegyverek, lő- és robbanószerek, látcsövek és sífelszerelések.
A zsidóknak táborba való szállítása előtt házkutatást kell tartani és személynyomozást kell végezni. A munkát a rendőrség végzi, polgári bizottság közbejöttével.
A zsidóktól elszedett értékekről és hadianyagokról három példányban bűnjeljegyzék készítendő. A házkutatás és személymotozás, valamint a zsidóknak táborba szállítása után a lakások lezárandók és lepecsételendők. A visszamaradt tárgyak leltározását a pénzügyi hatóságok végzik. A zsidó lakásokban visszamaradt romlandó árukat, élelmiszereket, a helybelileg illetékes közellátási felügyelőségnek kell átadni.
A szombathelyi hadtest területén az alábbi gyűjtőtáborok létesülnek: Szombathely, Sárvár, Sopron, Pápa és Zalaegerszeg. A pécsi hadtest területén az alábbi gyűjtőtáborok létesülnek: Pécs, Kaposvár és Paks.
A soproni gyűjtőtábor felveszi az alábbi gettók zsidóságát: Sopron, Kapuvár, Csepreg és Csorna, összesen 3385 főt.
Miután egy szállítmány csak 3000 főt számlálhat, a feleslegként mutatkozó 385 fő a sárvári gyűjtőtáborba lesz irányítandó. A gyűjtőtáborba való átszállítás, a táborok felállítása, kijelölése és a zsidóknak az országból való kiszállításának az intézésére bizottság létesítendő, amelynek tagjai a polgármester, rendőrkapitányság vezetője és egy csendőr csapattiszt. Be kell vonni a vármegyei tiszti főorvost is, különös tekintettel a közegészségügyi intézkedésekre.
A táborokat el kell keríteni, legfontosabb azok körülkerítése, a táborok berendezésére nem kerül sor. A kerítést a polgármester által engedélyezett anyag felhasználásával a zsidók létesítik. Minden, a zsidókra vonatkozó jogszabály megszorítólag értelmezendő. Vitás, vagy kétséges esetekben a belügyminisztérium XXI. osztálya hívandó fel telefonon, 160-020, dr. Molnár miniszteri titkár. Vagyonjogi kérdésekben vitéz Turvölgyi Albert kormánybiztos intézkedik, Budapest, Pénzügyminisztérium.
Szállítási ügyekben a központ Siófokon működik. Telefonszáma egyelőre ismeretlen. A szállítási osztály vezetője vitéz Ferenczy Márton csendőralezredes, helyettese dr. Nagy Valér rendőrtanácsos, illetve dr. Lulay László csendőrszázados.
A gyűjtőtábor a német biztonsági rendőrség parancsnoksága és ellenőrzése alatt állana. A táborra vonatkozó intézkedéseket és munkát a németek végzik. A magyar rendészeti alakulatoknak csupán az őrzés a feladatuk.
Külön felhívják az illetékes hatóságok figyelmét arra, hogy a németekkel való érintkezés súrlódásmentes legyen, a németeknek minden kívánságát teljesíteni kell.
Amennyiben az őrzésre kirendelt személyzetet részben a csendőrség, részben a rendőrség adja, az őrző személyzet feletti parancsnoki tisztséget csendőrtiszt látja el.
A gyűjtőtáborokban levő zsidók élelmezését a németek intézik. A szükséges élelmet mi adjuk.
Falragaszok, hírlapi nyilatkozatok és mozi felírások során fel kell hívnunk a város lakosságát arra, hogy a zsidóktól származó és akár megőrzésre, akár tulajdonszerzés formájában keresztény lakosság birtokába került értékeket 48 órán belül be kell szolgáltatni. Aki beszolgáltatja ezen értékeket az büntetlenséget élvez, aki nem, az ellen azonnal megindítandó a bűnvádi eljárás, aminek befejezéséig az illető személy internálótáborba kerül. A zsidó személyek a gyűjtőtáborba magukkal vihetik a következő ingóságokat:
fejenként 14 napra elegendő száraz élelem; tea, kávé, rizs, szesz nem vihető be a táborba. Egy tartalék munkaruha, egy tartalék fehérnemű, egy darab felsőkabát, egy pár tartalék cipő. Minden zsidó személy vihet magával a gyűjtőtáborba további 50 kg. kézipoggyászt, amelyben ágynemű, matrac, takaró, tisztító és mosdókellékek, valamint edények is lehetnek.
Kézműiparosok, orvosok és szülésznők a fent felsorolt ingóságokon kívül kötelesek magukkal bevinni a táborba azokat a szerszámokat és műszereket, amelyekre hivatásuk gyakorlásában leginkább szükségük van.
Írásra és levelezésre alkalmas szereket a táborba bevinni tilos. A házkutatást és személymotozást alaposan és mindenre kiterjedően kell elvégezni. A nőket ápolónők és szülésznők fogják megvizsgálni.
A személymotozást a táborba való beérkezéskor és onnan való elszállításkor újból el kell végezni. Az értekezlet vezetője újból felhívja a jelenlevők figyelmét, hogy az eljárást keresztény szellemben és a humanitásnak megfelelően kell elvégezni.
A gettó körülzárása és a zsidóságnak a gettókból gyűjtőtáborokba való szállítása fedezet mellett történik.
Az utat 5 km-ig gyalog, azon felüli távolságban pedig előfogatokon kell megtenni. Nagyobb távolságokra való szállítás esetén a vasúti fuvar veendő igénybe.
A szükséges fogatokat a közigazgatási hatóság igénybevételével során biztosítja.
Az összes költséget a város előlegezi és az eljárás befejezése után annak visszautalását a kormánytól kéri.
A zsidóknak elszállításakor vagononként 50-55 személy szállítandó. A vasúti szállítmányok jelzése DEUTSCHE ARBEITER ÜBERSIEDELUNG.
A sopronkőhidai fegyházban, valamint a királyi ügyészség fogházában levő zsidókat a magyar királyi államrendőrség szállítja a gyűjtőtáborba. Az igazságügyi hatóságok a szükséges intézkedéseket már megkapták.
A munkaszolgálatos orvosok is a gyűjtőtáborba szállítandók. A Brennbergbányán működő munkaszolgálatos zsidó orvos is a gyűjtőtáborba szállítandó.
A zsidóknak az országból való elszállítása során a következőkről kell gondoskodni:
Személyenként 1/2 kg kenyér.
Vagononként:
- 2 db lakat, kéregpapírral, kulccsal és zsineggel ellátva,
- 2 db 30 cm hosszú lánc, amely 2 pengő nagyságú nyíláson áthúzható,
- 2 db vizesvödör,
- 1 db szennyvízvödör, fedéllel.

Az ingóságok a pénzügyigazgatóságtól igényelhetők a zsidó lakások berendezési tárgyaiból.
Szállítmányonként az alábbi élelmiszereket kell a zsidók rendelkezésére bocsátani: 200 kg főző- vagy kenyérliszt, 1000 kg burgonya, 50 kg száraz hüvelyes. Ezek az élelmiszerek a közigazgatási hatóság által a szállítmány utolsó, parancsnoki kocsijába rakandók be.
A közigazgatási hatóság köteles személyenként 14 napi száraz élelmet is a szállítmány rendelkezésére bocsátani. A gyűjtőtáborokat a zsidók eltávozása után fertőtleníteni kell. A zsidók elszállításukkor a gyűjtőtáborból nem vihetnek magukkal ágyneműt, borotvát, dohányt.
A gettókat is, a zsidók távozása után, fertőtleníteni kell. Az elszállítás után visszamaradt és Sopronban bujkáló zsidókat a rendőrségi fogdába kell szállítani és minden hét szombatján Szombathelyre, az ottani államrendőrségi fogdába átszállítani. A gyűjtőtáborokba való szállítást 1944. évi július hó 3-ig, este 21 óráig be kell fejezni.
A gyűjtőtáborokban a kikeresztelkedett zsidókat, betegeket külön kell elhelyezni. A keresztény hitfelekezetek papjai a kikeresztelkedett zsidók részére, vasárnap istentiszteleteket tarthatnak és a betegeket elláthatják. Papok azonban más személyekkel nem érintkezhetnek.”
A deportálás ördögi tervének megsárgult lapjait kegyetlen valósággá hitelesítette a történelem. A deportálást Siófokról irányították. A szombathelyi hadtest területéről: Sopron, Vas, Zala, Veszprém megyéből 15 128 főt szállítottak el. A pécsi hadtest területéről: Somogy és Baranya megyéből 6238 főt, összesen 21 366 személyt. Sopronból és a megyéből július első napjaiban, harmadikáig bezárólag 3077 főt gyűjtöttek össze a líceumi sportpályán, a mai Hunyadi utcában; a mai Erdészeti és Faipari Egyetem régebbi kollégiumába és a mai Gépipari Szakközépiskola épületébe. Az épületeken akkor még ablak sem volt.
Sopron megyei zsidóságot 1944. július 5-én, a Déli-pályaudvaron tehervonat vagonjaiba zsúfolták. A történteket K. F.-né, volt auschwitzi fogoly elbeszélése alapján tudjuk.
Egy-egy teherkocsiba 75–85 fő került. Csomagjaik, hátizsákjaik tetején ültek. Tisztálkodásra nem volt lehetőség. A rendelkezésre álló két vödör használata körülményes volt. Útközben többen meghaltak.
A vasúti szerelvény Kassáig nem állt meg, lassan haladt, főként Budapesten. Kassán a vonatkísérő csendőröket SS-katonák váltották fel, ahol újabb zaklatás következett az értékek leadása végett. A magukkal vitt élelemből táplálkoztak. A hatóságok által kiadott élelmiszer elsikkadt a kísérő SS-ek kezén.
A deportáltak Auschwitzba július 7-én, szombaton reggel érkeztek. Csomagjaikat a vagonokban kellett hagyniuk, az SS-ek ígérték, hogy megkapják. A férfiakat és a nőket gyermekekkel együtt külön-külön oszlopsorba állították. A válogatást, az ún. szelekciót a Mengele nevű orvos végezte. Az életerős férfiak és nők munkatáborokba kerültek. Az idősebbeket és 14–15 éven aluli gyermekeket édesanyjukkal gázkamrákban pusztították el. A munkára alkalmasakat kopaszra nyírták és fürdés után csíkos rabruhát kaptak, majd barakkokba helyezték el őket, ahol a csupasz földön feküdtek. Három hét múlva újabb szelekció következett. A férfiak munkára Mühldorfmetterheimbe, földalatti repülőgyárba kerültek. Az ottani megpróbáltatásokat csak néhányan élték túl. A nőket a Hess-Lichtenaui munkatáborba szállították, ahol életveszélyes vegyi anyaggal dolgoztatták őket. A front közeledtével életüket egy német gyógyszerész mentette meg. A nekik szánt halálos injekciós ampullákat a kertjében elásta. A németek elmenekülése után azonban szenvedésük nem ért véget. Az életben maradottakat az oroszok is munkatáborba hurcolták, ahonnan csak három hónap múlva szabadultak.
Az auschwitzi áldozatok száma 1640 fő. Nevüket az izraelita temetőben is megörökítették, az erre a célra épült, félig nyílt épületnek mártírfalán. Emléküket hirdeti a II. világháború áldozatainak szobrászati alkotása a Deák téren és az Új utcában, a 13. században emelt zsinagóga falán lévő tábla szövege:
Életüket kioltotta a gyűlölet
Emléküket megőrzi a szeretet.

## 1945 utáni újrakezdés

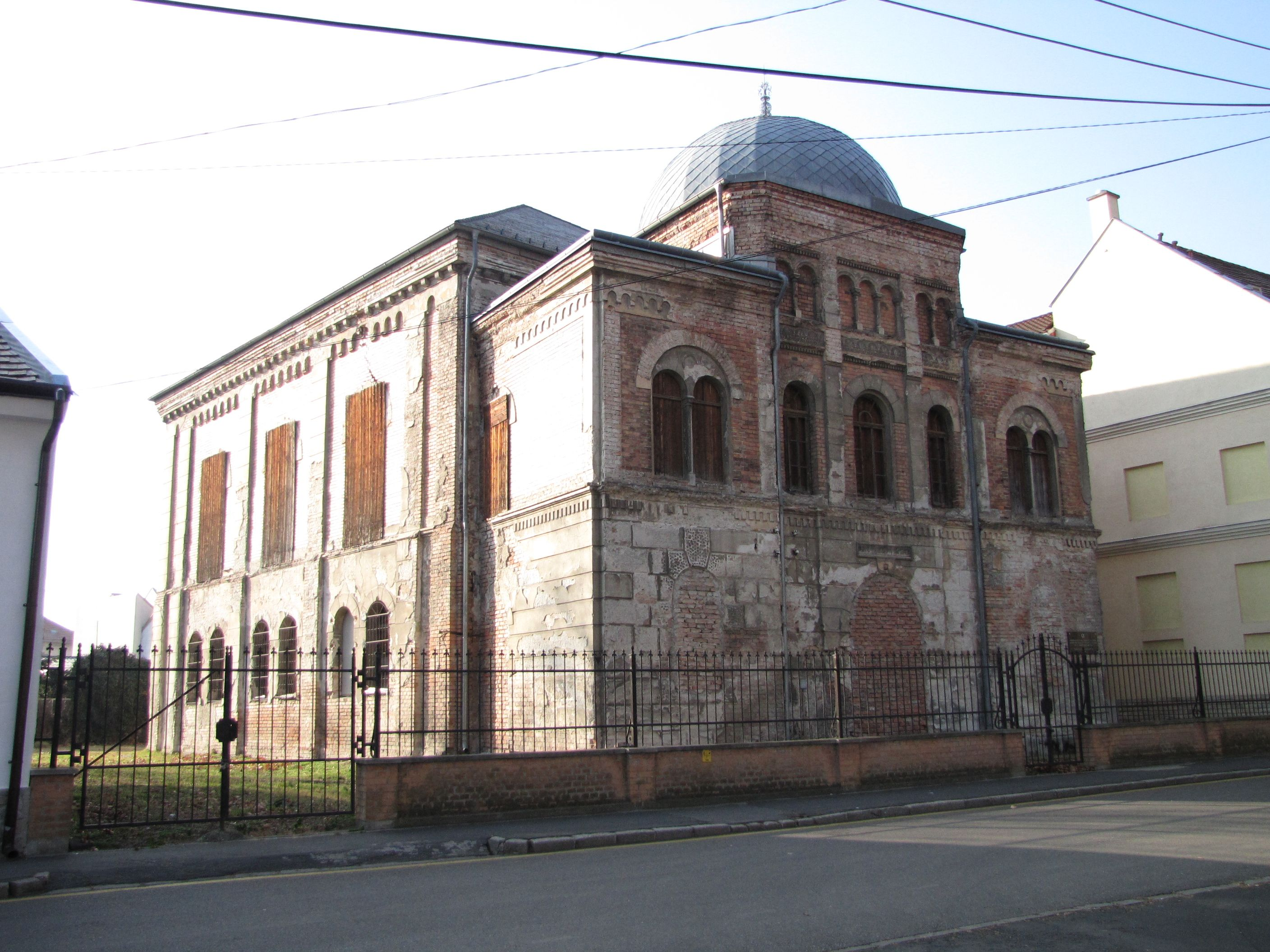
Az 1956 óta üresen álló papréti zsinagóga állapota 2012-ben

Alighogy Sopron felszabadult, kezdtek visszaszállingózni az életben maradottak. Megdöbbentő pusztulás képe fogadta őket. Sopront két nagy bombatámadás is érte; ezektől elpusztult a neológ templom és mindkét zsidó temető halottasháza. A Papréten halmokban állt több ezer zsidó könyv, fénykép, emlék; ezeket a visszatérők behordták a hitközség épületébe. Az ortodox templom lett a hitélet központja. Ezt 1947-ben az eladott fertőszentmiklósi templom árából belülről renoválták. Rendbe hozták a rituális fürdőt és az imaházat is. A régi templomülések maradékaiból a templomot felerészben padokkal látták el. Jellemző, hogy a templomba Dés városából hoztak tóradíszt és kegyszereket.
1946-tól Czitron József rabbi majd veje, Krausz Arnold rabbi irányította a hitéletet.
1955-ben 202 zsidó élt a városban.
Az ortodox zsinagógát 1945 után deportálásból visszatért a soproni zsidók (status quo ante és ortodoxok együtt) egy ideig még működtették, 1956 óta azonban használaton kívül áll.

## Vallási és társadalmi kitekintés
Azon alkalmakkor, amikor a zsidókat kiűzték Sopronból, mind elvették könyveiket és irataikat. Ezeknek egy részét (amiket Sopron város regisztereinek kötéséhez használtak fel) Pollák Miksa, a nagy tudású rabbi találta meg. Ezekből a kézirattöredékekből láthatjuk, hogy a soproni zsidók hitéletének középpontjában a szentírás magyarázata állt. Tanulmányozták Rabbi Jismael-ben Elisa, az 1. században élt tanaita szentírás-magyarázatát, a Mechilla háláchai midrást. Foglalkoztak a Babilóniai Talmuddal (Talmud bávli), amit leginkább kommentár nélkül tanultak; legalábbis a rendes talmudmagyarázatok közül nemcsak hogy a lapok szélén nincs egy sem, hanem általában, a töredékek közt sincs egy se. Tanulmányozták Maimuni Mózes, a 12. századi nagy zsidó törvénytudós, orvos és filozófus törvénykompendiumát, a Misna-Tórát, mégpedig annak Hagahoth-Maimnnioth című kommentáraival egyetemben. Ezen kívül tanulmányozták még a különböző rituális törvények rövid, tömör kivonatban összeállított szakaszait.

## Mellékletek
1. melléklet - Sopron városának egyebek közt a zsidók kiűzetését kérő levele a királyhoz
Serenissime Rex ct domine domine graciosissime. Supplicatus
maiestati vestre Serenissime inpersonis fidelium subditorum
eiusdem magistri Ciuiuia Judicis Juratorum ac
tocius communitatis Maiestatis vestre Soproniensis in eo
Quomodo ipsi supplicantes et Vniuersa Ciuitas super mo-
dura grauantur super multitudine Hebreorum ortodoxé
fidei hostibus in dies magis ac magis inualescentium, quorum
hodierno die ultra quadringentos senes rum Junioribus
computando optimum ac amenissimum Ciuitatis vicum in
habitantes, et penitus nibil in fracturis illius reparantes.
Quique vsura eorurn detestabili omnes Substantias et cruorem
ex miseris cbristianis quas duris eorum laboribus perquirunt.
exigimt et qui cbristianis nisi officiunt ac secum ad
delicta trabunt. Quare Sacra maiestas vestra dignetur dictos
Supplicantes et miserum populum Soproniensem a tali
cede et quottidiana /teste perfidissirnorum Judeorum generosissimis
et Opportunist remediis liberare et eosdem Judeos
procul ab urbe depellere, pro qua Sacra maiestas vestra
celestem triumpbum in immortali glória consequetur.